# Ofiolit
Az ofiolit az óceáni kéreg kőzetegyüttese. Az óceánközépi hátság vidékén keletkezik, a Föld köpenyéből fölnyomuló magmából. Nevét a görög „ophio” = kígyó és „lit” = kő szavakból kapta.

## A kőzettípus és jelentőségének felismerése
Az „ofiolitos kőzet” kifejezést elsőként Alexandre Brongniart használta 1813-ban az Alpok zöld színű kőzetösszleteinek leírása során. Ezek a kőzetek főleg szerpentinitből és diabázból álltak. 1927-ben Gustav Steinmann kissé módosította a kőzetegyüttes összetevőit a szerpentinit mellett párnalávára és tűzkőre.

## Az ofiolitok földtani elhelyezkedése
Az ofiolitok a következő rétegtani sorozatban szerepelnek:
- Legfölül: üledékek, fekete palák és tűköves anyag.
- Következő réteg: kiömlési kőzetek sorozata. Bazaltos láva, párnaláva, melyek arra utalnak, hogy a kőzet tengervízben szilárdult meg.
- Következő lefelé a „sheeted dyke” típus: függőlegesen elhelyezkedő, egymással párhuzamos telérek. Ezekből ömlöttek ki a párnalávák a fölöttük található réteg létrejöttekor.
- Következő lefelé a mélységi magmás, intruzív kőzetek tartománya. Legjellemzőbb kőzet a gabbró.
- Következő lefelé a réteges gabbró, melyben megfigyelhető bizonyos korai ásványok kiválása és kiülepedése a magma kamrában.
- Következő lefelé a kumulátos peridotit: ez a kőzettest főleg az olivinből álló dunit-gazdag rétegeket tartalmazza.
- Következő lefelé a tektonizált peridotit: ez a kőzettest már a Föld köpenyének a kőzeteit tartalmazza: peridotitot, harzburgitot, lherzolitot.

## Az ofiolitok és a lemeztektonika
A 60-as évekre vált ez a kőzetegyüttes fontossá, amikor Frederick Vine és Drummond Matthews kimutatta az ofiolitokban mérhető remanens mágnesség alapján az óceánközépi hátság mentén gyűjtött kőzettestekben az óceánközépi hátsággal párhuzamosan futó mágneses anomáliákat.
Ugyanebben az időben fedezték föl a Ciprus szigeti Tróodosz-hegységben azokat a telérkőzeteket, melyek angol neve „sheeted dyke” (a.m. lapos telér). Később kimutatták, hogy a Tróodosz-hegységre jellemző kőzettestek az tengerfenék lemezeinek szétnyílásakor fölnyomuló magmából keletkeznek. Ezzel megtalálták a tengerfenék lassú elmozdulásának a „forrását”, a születő új óceáni kéreg keletkezési helyét.
Később számos helyen a kontinensek belsejében is fölfedezték az ofiolitokat, mert a lemeztektonikai mozgások a múltban számos alkalommal hoztak létre olyan óceáni lemezeket, melyek később szárazföldre kerültek.

## Ásványátalakulások az ofiolitban
Mivel a tengervíz átjárja a kőzetet, tengervíz hatására történő átalakulást szenvednek az ofiolit ásványai. A bekövetkező hidrotermális átalakulás eredményeként  szerpentinesedés vagy metaszomatózis játszódik le a peridotitokban, valamint a gabbró és a bazalt ásványai is átalakulnak. Például a plagioklászok albittá, a piroxének klorittá, az olivin szerpentinné alakul át.

## Nevezetes ofiolitok
- semail ofiolit  Ománban és az Egyesült Arab Emírségekban
- troodos ofiolit, Tróodosz-hegység Cipruson
- kizildag ofiolit, Dél-Törökországban
- jormua ofiolit Finnországban
- lizard ofiolit Cornwallban, az Egyesült Királyságban

## Ofiolit Magyarországon
Magyarországon a Darnó-hegyen található ofiolit. A Bükk hegység nyugati oldalánál.